# Oldboj

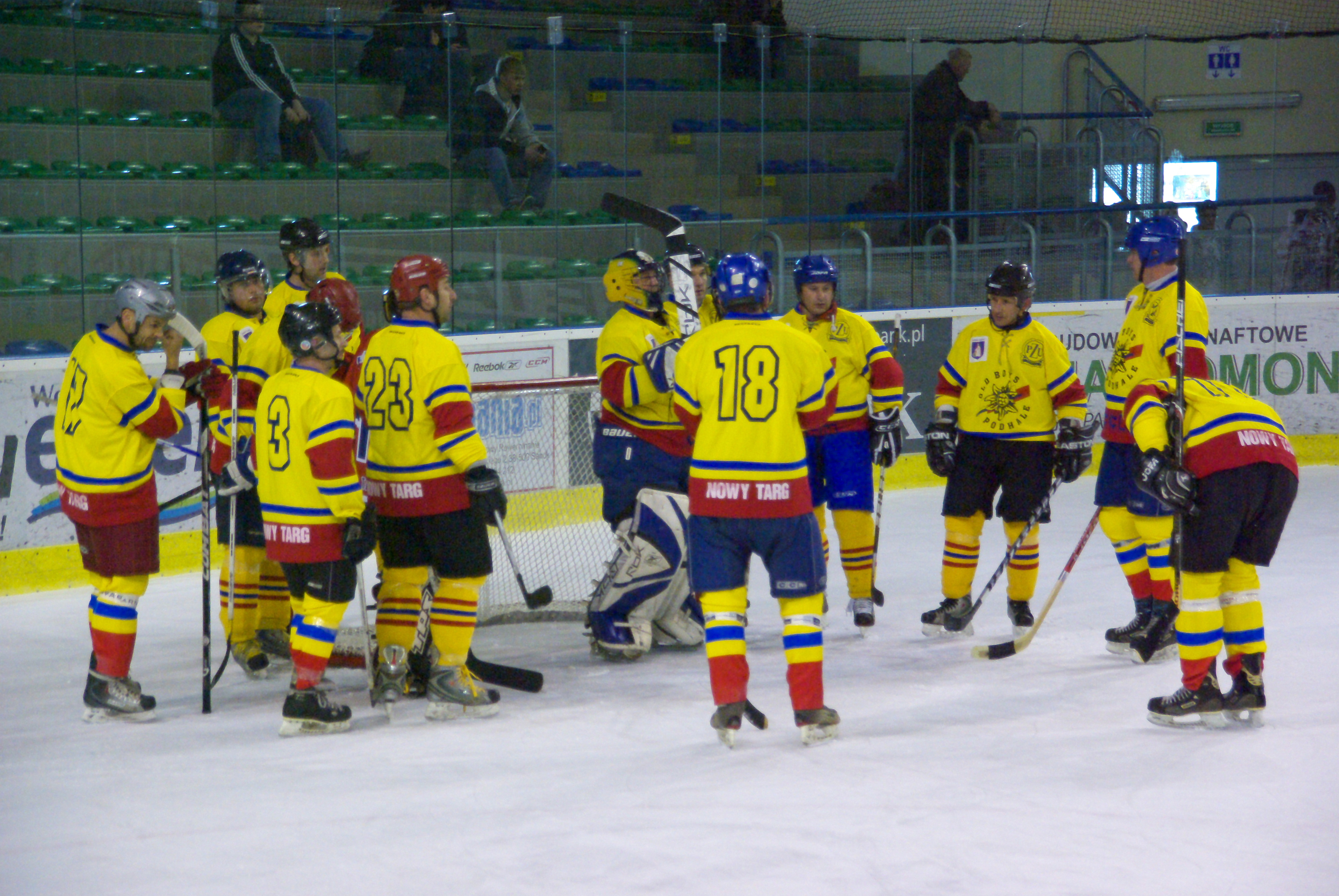
Drużyna Olboys Podhale Nowy Targ (2012)

Oldboj, oldboy (z ang. old boy, dosł. „stary chłopak”) – zawodnik, który zakończył profesjonalną karierę sportową, ale uczestniczy w rozgrywkach organizowanych dla emerytowanych sportowców, zawodach pokazowych, charytatywnych itp.